# 意大利鐵路網
意大利鐵路網（義大利語：Rete Ferroviaria Italiana），簡稱RFI，是意大利的鐵路基礎設施管理公司，是國營控股公司意大利國家鐵路的子公司。RFI是意大利鐵路網絡的持有者，為鐵路網絡提供訊號、維修等服務。該公司同時營運意大利半島至西西里島的鐵路渡輪。
意大利鐵路網於2001年7月1日根據歐洲聯盟指令而成立，將網絡持有者和使用者分開。意大利鐵路網絡在2001年以前由意大利國家鐵路營運。

## 外部連結
- 官方网站